# Fußballclub Ingolstadt 04 2011-2012
Questa voce raccoglie le informazioni riguardanti il Fußballclub Ingolstadt 04 nelle competizioni ufficiali della stagione 2011-2012.

## Stagione
Nella stagione 2011-2012 l'Ingolstadt, allenato da Benno Möhlmann e Tomas Oral, concluse il campionato di 2. Bundesliga al 12º posto. In Coppa di Germania l'Ingolstadt fu eliminato al secondo turno dal Bayern Monaco.

## Rosa
| N. |                       | Ruolo | Calciatore            |
| -- | --------------------- | ----- | --------------------- |
| 1  | Germania (bandiera)   | P     | Sascha Kirschstein    |
| 3  | Germania (bandiera)   | D     | Andreas Schäfer       |
| 4  | Germania (bandiera)   | D     | David Pisot           |
| 5  | Germania (bandiera)   | D     | Manuel Hartmann       |
| 6  | Germania (bandiera)   | C     | Stefan Leitl          |
| 7  | Austria (bandiera)    | C     | Christoph Knasmüllner |
| 8  | Germania (bandiera)   | C     | Leonhard Haas         |
| 9  | Germania (bandiera)   | A     | Moritz Hartmann       |
| 10 | Germania (bandiera)   | C     | Fabian Gerber         |
| 11 | Germania (bandiera)   | A     | Collin Quaner         |
| 13 | Germania (bandiera)   | C     | José Ikeng            |
| 14 | Slovacchia (bandiera) | A     | Adam Nemec            |
| 15 | Germania (bandiera)   | D     | Tobias Fink           |
| 16 | Germania (bandiera)   | C     | Andreas Buchner       |
| 17 | Germania (bandiera)   | A     | Manuel Schäffler      |

| N. |                         | Ruolo | Calciatore           |
| -- | ----------------------- | ----- | -------------------- |
| 18 | Burkina Faso (bandiera) | D     | Moïse Bambara        |
| 19 | Germania (bandiera)     | D     | Malte Metzelder      |
| 20 | Danimarca (bandiera)    | C     | Kristoffer Andersen  |
| 21 | Austria (bandiera)      | P     | Ramazan Özcan        |
| 22 | Tunisia (bandiera)      | A     | Ahmed Akaïchi        |
| 24 | Germania (bandiera)     | D     | Marc Hornschuh       |
| 26 | Germania (bandiera)     | D     | Ralph Gunesch        |
| 27 | Germania (bandiera)     | P     | Christopher Sommerer |
| 30 | Germania (bandiera)     | C     | Florian Heller       |
| 31 | Brasile (bandiera)      | A     | Caiuby               |
| 32 | Germania (bandiera)     | D     | Ralf Keidel          |
| 33 | Croazia (bandiera)      | D     | Marino Biliškov      |
| 34 | Camerun (bandiera)      | D     | Marvin Matip         |
| 36 | Germania (bandiera)     | A     | Karl-Heinz Lappe     |
| 37 | Germania (bandiera)     | D     | Andreas Görlitz      |

## Organigramma societario
Area tecnica
- Allenatore: Tomas Oral
- Allenatore in seconda:
- Preparatore dei portieri: Brano Arsenović
- Preparatori atletici: Jörg Mikoleit

## Calciomercato

### Sessione estiva
| Acquisti | Acquisti              | Acquisti        | Acquisti |
| R.       | Nome                  | da              | Modalità |
| -------- | --------------------- | --------------- | -------- |
| C        | Christoph Knasmüllner | Inter U19       |          |
| A        | Ahmed Akaïchi         | Étoile du Sahel |          |
| C        | Kristoffer Andersen   | Osnabrück       |          |
| C        | Leonhard Haas         | Greuther Fürth  |          |
| C        | José Ikeng            | Werder Brema    |          |
| P        | Ramazan Özcan         | Hoffenheim      |          |
| D        | Andreas Schäfer       | Karlsruhe       |          |

| Cessioni | Cessioni           | Cessioni         | Cessioni |
| R.       | Nome               | a                | Modalità |
| -------- | ------------------ | ---------------- | -------- |
| A        | Márkó Futács       | Werder Brema     |          |
| A        | Sebastian Hofmann  | Jahn Ratisbona   |          |
| D        | Amaechi Igwe       | Babelsberg       |          |
| C        | Markus Karl        | Union Berlino    |          |
| C        | Benjamin Kauffmann | Babelsberg       |          |
| D        | Ralf Keidel        | Ingolstadt 04 II |          |
| P        | Michael Lutz       | Waldhof Mannheim |          |
| C        | Patrick Mölzl      | Ingolstadt 04 II |          |
| D        | Mathias Wittek     | Heidenheim       |          |

### Sessione invernale
| Acquisti | Acquisti         | Acquisti          | Acquisti |
| R.       | Nome             | da                | Modalità |
| -------- | ---------------- | ----------------- | -------- |
| D        | Ralph Gunesch    | St. Pauli         |          |
| D        | Marc Hornschuh   | Borussia Dortmund |          |
| A        | Adam Nemec       | Kaiserslautern    |          |
| C        | Florian Heller   | Magonza           |          |
| A        | Manuel Schäffler | Monaco 1860       |          |

| Cessioni | Cessioni        | Cessioni       | Cessioni |
| R.       | Nome            | a              | Modalità |
| -------- | --------------- | -------------- | -------- |
| D        | Ronald Gërçaliu | ŁKS            |          |
| A        | Edson Buddle    | LA Galaxy      |          |
| C        | Romain Dedola   | Jahn Ratisbona |          |

## Risultati

### 2. Bundesliga

#### Girone di andata
| Arbitro: | Weiner |

|               |           |  |
| Boll 51’, 69’ | Marcatori |  |

| Ingolstadt 22 luglio 2011, ore 18:00 CEST 2ª giornata | Ingolstadt 04 | 0 – 0 referto | Erzgebirge Aue | Audi-Sportpark (6 043 spett.)\| Arbitro: \| Fritz \| |
| Arbitro:                                              | Fritz         |               |                |                                                      |

| Arbitro: | Willenborg |

|                                     |           |              |
| Rösler 43’ Bröker 50’, 72’ Fink 54’ | Marcatori | 53’ Hartmann |

| Arbitro: | Petersen |

|            |           |           |
| Buddle 75’ | Marcatori | 33’ Çinaz |

| Arbitro: | Fischer |

|                               |           |  |
| Occéan 9’ Nöthe 53’ Klaus 74’ | Marcatori |  |

| Arbitro: | Schriever |

|                                           |           |               |
| Hartmann 23’ Leitl 75’ (rig.), 90’ (rig.) | Marcatori | 56’ Pannewitz |

| Arbitro: | Kampka |

|                                                 |           |              |
| Stuff 21’ Carlos Silvio 30’, 86’ Mattuschka 49’ | Marcatori | 13’ Hartmann |

| Arbitro: | Grudzinski |

|                                            |           |                           |
| Buddle 3’, 45’ Buchner 60’ Knasmüllner 90’ | Marcatori | 37’ Poté 42’ (rig.) Dedič |

| Arbitro: | Unger |

|                                                 |           |           |
| Bertels 20’ Meha 34’ Krösche 61’ Proschwitz 89’ | Marcatori | 75’ Pisot |

| Arbitro: | Dankert |

|                            |           |                                         |
| Buddle 9’, 20’ Buchner 43’ | Marcatori | 37’, 61’, 87’ Jong 79’ Ginczek 90’ Inui |

| Arbitro: | Siebert |

|                                         |           |              |
| Berberović 49’ Bajić 63’ Pliatsikas 82’ | Marcatori | 10’ Hartmann |

| Arbitro: | Christ |

|                                      |           |            |
| Olajengbesi 21’ Auer 26’ Odonkor 90’ | Marcatori | 51’ Buddle |

| Arbitro: | Fischer |

|           |           |             |
| Leitl 73’ | Marcatori | 90’ Matmour |

| Arbitro: | Steinhaus-Webb |

|                                          |           |                            |
| Kempe 26’ Iashvili 57’ (rig.) Lavrič 76’ | Marcatori | 13’ Metzelder 86’ Hartmann |

| Arbitro: | Kampka |

|  |           |           |
|  | Marcatori | 19’ Rakić |

| Cottbus 27 novembre 2011, ore 13:30 CET 16ª giornata | Energie Cottbus | 0 – 0 referto | Ingolstadt 04 | Stadion der Freundschaft (7 700 spett.)\| Arbitro: \| Grudzinski \| |
| Arbitro:                                             | Grudzinski      |               |               |                                                                     |

| Arbitro: | Steuer |

|  |           |             |
|  | Marcatori | 44’ Kumbela |

#### Girone di ritorno
| Arbitro: | Siebert |

|             |           |  |
| Akaïchi 89’ | Marcatori |  |

| Arbitro: | Petersen |

|                 |           |           |
| Hochscheidt 84’ | Marcatori | 22’ Leitl |

| Arbitro: | Christ |

|           |           |                      |
| Ikeng 24’ | Marcatori | 30’ (rig.) Langeneke |

| Arbitro: | Fischer |

|          |           |             |
| Amri 37’ | Marcatori | 88’ Akaïchi |

| Ingolstadt 19 febbraio 2012, ore 13:30 CET 22ª giornata | Ingolstadt 04  | 0 – 0 referto | Greuther Fürth | Audi-Sportpark (7 010 spett.)\| Arbitro: \| Steinhaus-Webb \| |
| Arbitro:                                                | Steinhaus-Webb |               |                |                                                               |

| Arbitro: | Stegemann |

|                 |           |                             |
| Borg 22’ (rig.) | Marcatori | 50’ (aut.) Gusche 72’ Ikeng |

| Arbitro: | Bandurski |

|                            |           |                              |
| Nemec 33’, 72’ Buchner 77’ | Marcatori | 35’ Ede 48’ Terodde 90’ Karl |

| Dresda 11 marzo 2012, ore 13:30 CET 25ª giornata | Dinamo Dresda | 0 – 0 referto | Ingolstadt 04 | glücksgas stadion (0 spett.)\| Arbitro: \| Unger \| |
| Arbitro:                                         | Unger         |               |               |                                                     |

| Arbitro: | Metzen |

|                                                     |           |  |
| Alushi 14’ (aut.) Görlitz 63’ Ikeng 80’ Akaïchi 89’ | Marcatori |  |

| Arbitro: | Osmers |

|  |           |            |
|  | Marcatori | 89’ Caiuby |

| Arbitro: | Kempter |

|               |           |            |
| Schäffler 83’ | Marcatori | 54’ Soares |

| Arbitro: | Fischer |

|                                                       |           |                                      |
| Stiepermann 41’ (aut.) Leitl 76’ (rig.) Schäffler 89’ | Marcatori | 12’, 53’ Stiepermann 44’ Olajengbesi |

| Arbitro: | Dankert |

|              |           |             |
| Idrissou 49’ | Marcatori | 71’ Akaïchi |

| Arbitro: | Unger |

|                          |           |                |
| Akaïchi 14’ Biliškov 86’ | Marcatori | 75’ Terrazzino |

| Arbitro: | Willenborg |

|                                       |           |           |
| Volland 22’, 76’ Aigner 48’ Stahl 60’ | Marcatori | 32’ Leitl |

| Arbitro: | Steuer |

|            |           |  |
| Quaner 84’ | Marcatori |  |

| Arbitro: | Kempter |

|                                 |           |                 |
| Correia 4’ Korte 55’ Merkel 89’ | Marcatori | 45’ Knasmüllner |

### Coppa di Germania
| Arbitro: | Ittrich |

|           |           |                                             |
| Aktas 34’ | Marcatori | 9’, 71’ Hartmann 19’ (rig.) Leitl 87’ Ikeng |

| Arbitro: | Winkmann |

|                                                                   |           |  |
| Müller 33’ Alaba 49’ Petersen 53’, 70’ Matip 82’ (aut.) Usami 90’ | Marcatori |  |

## Statistiche

### Statistiche di squadra
| Competizione      | Punti | In casa | In casa | In casa | In casa | In casa | In casa | In trasferta | In trasferta | In trasferta | In trasferta | In trasferta | In trasferta | Totale | Totale | Totale | Totale | Totale | Totale | DR  |
| Competizione      | Punti | G       | V       | N       | P       | Gf      | Gs      | G            | V            | N            | P            | Gf           | Gs           | G      | V      | N      | P      | Gf     | Gs     | DR  |
| ----------------- | ----- | ------- | ------- | ------- | ------- | ------- | ------- | ------------ | ------------ | ------------ | ------------ | ------------ | ------------ | ------ | ------ | ------ | ------ | ------ | ------ | --- |
| 2. Bundesliga     | 37    | 17      | 6       | 8       | 3       | 28      | 21      | 17           | 2            | 5            | 10           | 15           | 37           | 34     | 8      | 13     | 13     | 43     | 58     | -15 |
| Coppa di Germania | -     | 0       | 0       | 0       | 0       | 0       | 0       | 2            | 1            | 0            | 1            | 4            | 7            | 2      | 1      | 0      | 1      | 4      | 7      | -3  |
| Totale            | 37    | 17      | 6       | 8       | 3       | 28      | 21      | 19           | 3            | 5            | 11           | 19           | 44           | 36     | 9      | 13     | 14     | 47     | 65     | -18 |

### Andamento in campionato
| Giornata  | 1  | 2  | 3  | 4  | 5  | 6  | 7  | 8  | 9  | 10 | 11 | 12 | 13 | 14 | 15 | 16 | 17 | 18 | 19 | 20 | 21 | 22 | 23 | 24 | 25 | 26 | 27 | 28 | 29 | 30 | 31 | 32 | 33 | 34 |
| --------- | -- | -- | -- | -- | -- | -- | -- | -- | -- | -- | -- | -- | -- | -- | -- | -- | -- | -- | -- | -- | -- | -- | -- | -- | -- | -- | -- | -- | -- | -- | -- | -- | -- | -- |
| Luogo     | T  | C  | T  | C  | T  | C  | T  | C  | T  | C  | T  | T  | C  | T  | C  | T  | C  | C  | T  | C  | T  | C  | T  | C  | T  | C  | T  | C  | C  | T  | C  | T  | C  | T  |
| Risultato | P  | N  | P  | N  | P  | V  | P  | V  | P  | P  | P  | P  | N  | P  | P  | N  | P  | V  | N  | N  | N  | N  | V  | N  | N  | V  | V  | N  | N  | N  | V  | P  | V  | P  |
| Posizione | 17 | 15 | 17 | 17 | 17 | 14 | 16 | 10 | 12 | 15 | 17 | 18 | 16 | 18 | 18 | 18 | 18 | 16 | 15 | 16 | 16 | 17 | 16 | 14 | 14 | 13 | 13 | 13 | 14 | 12 | 11 | 11 | 11 | 12 |

Legenda:

Luogo: C = Casa; T = Trasferta. Risultato: V = Vittoria; N = Pareggio; P = Sconfitta.

### Statistiche dei giocatori
| Giocatore      | 2. Bundesliga | 2. Bundesliga | 2. Bundesliga | 2. Bundesliga | Coppa di Germania | Coppa di Germania | Coppa di Germania | Coppa di Germania | Totale   | Totale | Totale      | Totale     |
| Giocatore      | Presenze      | Reti          | Ammonizioni   | Espulsioni    | Presenze          | Reti              | Ammonizioni       | Espulsioni        | Presenze | Reti   | Ammonizioni | Espulsioni |
| -------------- | ------------- | ------------- | ------------- | ------------- | ----------------- | ----------------- | ----------------- | ----------------- | -------- | ------ | ----------- | ---------- |
| A. Akaïchi     | 24            | 5             | 5             | 0             | 1                 | 0                 | 0                 | 0                 | 25       | 5      | 5           | 0          |
| K. Andersen    | 2             | 0             | 0             | 0             | 1                 | 0                 | 1                 | 0                 | 3        | 0      | 1           | 0          |
| M. Bambara     | 26            | 0             | 6             | 0             | 2                 | 0                 | 0                 | 0                 | 28       | 0      | 6           | 0          |
| M. Biliškov    | 28            | 1             | 3             | 1             | 1                 | 0                 | 0                 | 0                 | 29       | 1      | 3           | 1          |
| A. Buchner     | 26            | 3             | 2             | 0             | 1                 | 0                 | 0                 | 0                 | 27       | 3      | 2           | 0          |
| E. Buddle      | 17            | 6             | 1             | 0             | 2                 | 0                 | 0                 | 0                 | 19       | 6      | 1           | 0          |
| C. Caiuby      | 26            | 1             | 8             | 0             | 2                 | 0                 | 0                 | 0                 | 28       | 1      | 8           | 0          |
| R. Dedola      | 1             | 0             | 0             | 0             | 0                 | 0                 | 0                 | 0                 | 1        | 0      | 0           | 0          |
| T. Fink        | 8             | 0             | 2             | 0             | 2                 | 0                 | 0                 | 0                 | 10       | 0      | 2           | 0          |
| F. Gerber      | 8             | 0             | 0             | 0             | 1                 | 0                 | 0                 | 0                 | 9        | 0      | 0           | 0          |
| R. Gunesch     | 15            | 0             | 1             | 0             | 0                 | 0                 | 0                 | 0                 | 15       | 0      | 1           | 0          |
| A. Görlitz     | 28            | 1             | 4             | 1             | 1                 | 0                 | 0                 | 0                 | 29       | 1      | 4           | 1          |
| L. Haas        | 11            | 0             | 2             | 0             | 1                 | 0                 | 1                 | 0                 | 12       | 0      | 3           | 0          |
| M. Hartmann    | 6             | 0             | 0             | 0             | 0                 | 0                 | 0                 | 0                 | 6        | 0      | 0           | 0          |
| M. Hartmann    | 15            | 5             | 0             | 0             | 1                 | 2                 | 0                 | 0                 | 16       | 7      | 0           | 0          |
| F. Heller      | 11            | 0             | 0             | 0             | 0                 | 0                 | 0                 | 0                 | 11       | 0      | 0           | 0          |
| M. Hornschuh   | 2             | 0             | 0             | 0             | 0                 | 0                 | 0                 | 0                 | 2        | 0      | 0           | 0          |
| J. Ikeng       | 22            | 3             | 7             | 0             | 1                 | 1                 | 0                 | 0                 | 23       | 4      | 7           | 0          |
| R. Keidel      | 1             | 0             | 0             | 0             | 0                 | 0                 | 0                 | 0                 | 1        | 0      | 0           | 0          |
| S. Kirschstein | 12            | 0             | 1             | 0             | 2                 | 0                 | 0                 | 0                 | 14       | 0      | 1           | 0          |
| C. Knasmüllner | 5             | 2             | 0             | 0             | 1                 | 0                 | 0                 | 0                 | 6        | 2      | 0           | 0          |
| K. Lappe       | 4             | 0             | 0             | 0             | 0                 | 0                 | 0                 | 0                 | 4        | 0      | 0           | 0          |
| S. Leitl       | 32            | 6             | 9             | 0             | 2                 | 1                 | 0                 | 0                 | 34       | 7      | 9           | 0          |
| M. Matip       | 32            | 0             | 1             | 0             | 2                 | 0                 | 0                 | 0                 | 34       | 0      | 1           | 0          |
| M. Metzelder   | 12            | 1             | 3             | 0             | 2                 | 0                 | 0                 | 0                 | 14       | 1      | 3           | 0          |
| A. Nemec       | 15            | 2             | 3             | 0             | 0                 | 0                 | 0                 | 0                 | 15       | 2      | 3           | 0          |
| D. Pisot       | 13            | 1             | 1             | 0             | 1                 | 0                 | 0                 | 0                 | 14       | 1      | 1           | 0          |
| C. Quaner      | 15            | 1             | 4             | 0             | 1                 | 0                 | 0                 | 0                 | 16       | 1      | 4           | 0          |
| A. Schäfer     | 25            | 0             | 3             | 0             | 0                 | 0                 | 0                 | 0                 | 25       | 0      | 3           | 0          |
| M. Schäffler   | 10            | 2             | 0             | 0             | 0                 | 0                 | 0                 | 0                 | 10       | 2      | 0           | 0          |
| C. Sommerer    | 0             | 0             | 0             | 0             | 0                 | 0                 | 0                 | 0                 | 0        | 0      | 0           | 0          |
| R. Özcan       | 22            | 0             | 0             | 0             | 0                 | 0                 | 0                 | 0                 | 22       | 0      | 0           | 0          |